# Капинская волость
Ка́пинская волость (латыш. Kapiņu pagasts) — одна из территориальных единиц на востоке бывшего Даугавпилсского уезда Латвии. По состоянию на 1940 год граничила с Аглонской, Аулейской и Дагдской волостями своего уезда, а также с Силаянской, Малтской и Андрупенской волостями Резекненского уезда. 
Волостной центр находился в селе Геранимова.

## История
В 1936 году на части территории Капинской волости Даугавпилсского уезда была создана Аглонская волость. В 1945 году в Капинской волости были организованы Бутканский, Яунокрский, Капинский, Кастулинский, Коноваловский и Рогальский сельские советы. 
16 октября 1947 года Капинский сельсовет был включён в состав вновь созданного Краславского уезда. После отмены в 1949 году волостного деления, Капинский сельсовет бывшей Капинской волости входил в состав Дагдского района. 
В наши дни, принадлежавшие некогда Капинской волости земли, находятся на территории Кастулинской волости Аглонского края, Андрупенской волости Дагдского края и Пушской волости Резекненского края.